# 小牧市温水プール

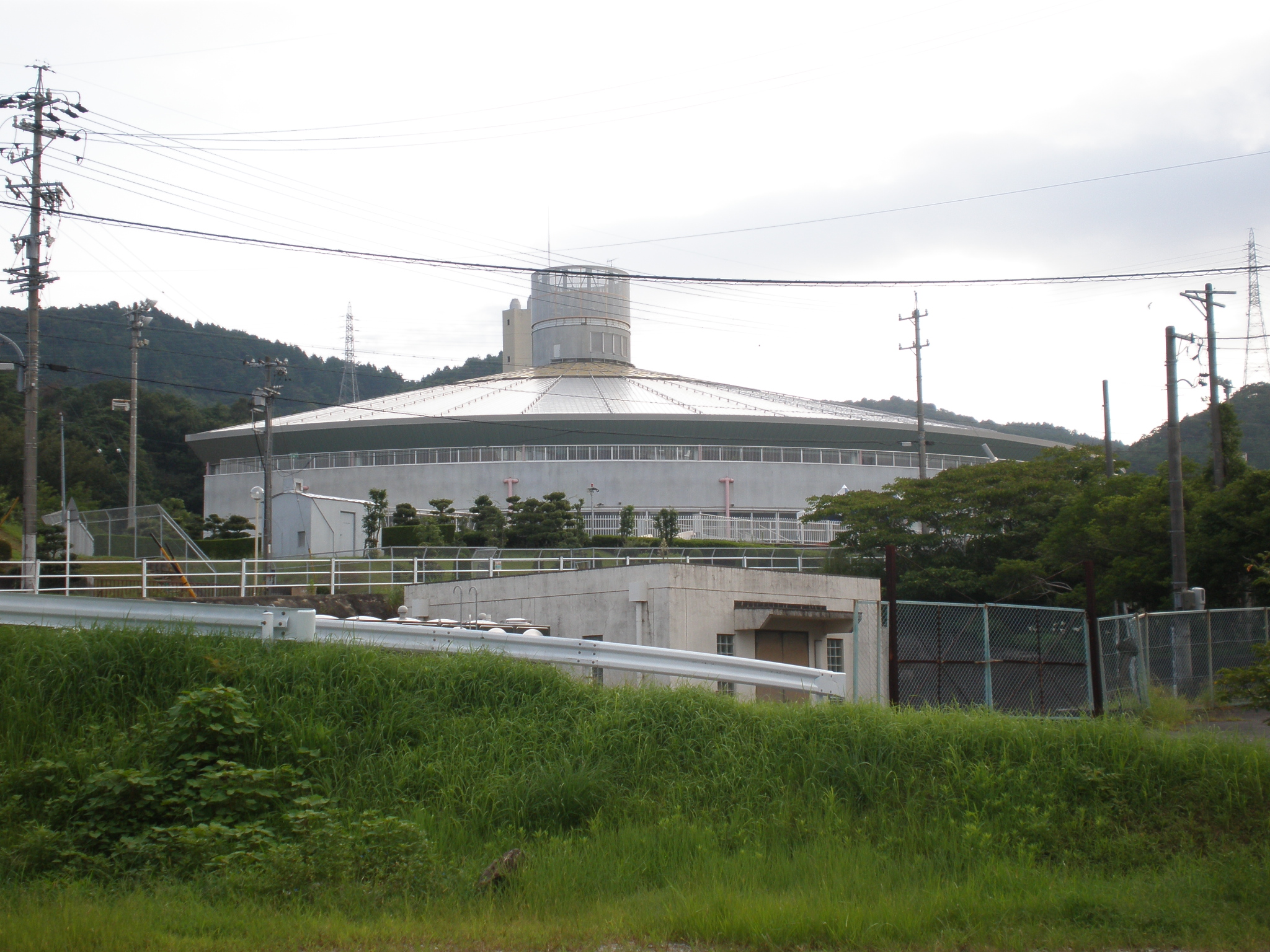
小牧市温水プール

小牧市温水プール（こまきしおんすいプール）は、愛知県小牧市大字野口にある市営の温水プールである。1991年（平成3年）10月10日開業。

## 概要
小牧市の市街地から、北東に10キロほど離れた場所にある。桃花台ニュータウンや、犬山市、春日井市の市境にほど近い場所に立地し、国道19号線（春日井バイパス）にも至便であるため、アクセスは悪くはない。
市が設置した施設であるため入場料が安く、加えて施設内の設備や遊具が豊富であることから人気を博している。2018年度の夏休み期間（7月下旬から8月末まで）の入場者数は9.9万人と、東海地区のプール施設の中でも有数の集客力がある。
温水プールであるため、通年で営業している。開場時間は、繁忙期である夏（7月・8月）とそれ以外の時期で異なる。
隣りにある小牧岩倉衛生組合環境センターの排熱を利用して、水を温めている。

## 年表
- 1991年10月10日 - 施設開業。
- 1995年7月30日 - 入場者数100万人突破。
- 1999年9月23日 - 入場者数200万人突破。
- 2004年7月25日 - 入場者数300万人突破。
- 2009年7月5日 - 入場者数400万人突破。
- 2016年8月2日 - 前日に起こった落雷によりケーブルが焼けたことで停電が起こり、休場[4][5]（8月4日に営業再開）。
- 2017年8月22日 - 入場者数600万人突破。
- 2020年夏 - 新型コロナウイルス感染拡大防止のため、利用客を小牧市民に限定して利用人数を制限したうえで開業。
- 2021年11月2日 - 建物の老朽化に伴い、大規模修繕のため休業。
- 2023年12月28日 - 施設の修繕は行わず、解体することを発表[6]。

## 施設
- 造波プール
- 流水プール（内回りと外回り、※ 外回りは夏季のみ）
- 競泳プール（水泳キャップが必要）
- スライダー（小学校1年生から利用可）
- 渓流スライダー（小学校1年生から利用可）
- ちびっこプール
- 冒険プール（夏季のみ）
- バスケットゴール（バスケット遊具）
  - 造波プール内（※ 混雑時は使用不可）
- 採暖室（サウナより低温、50度くらい）
- ロッカー室
- レストラン
- 駐車場（第1、第2、第3、第4、臨時駐車場）
- 駐輪場

## 催事
催事は毎年変わるが、過去には以下のようなイベントが開かれている。
- こどもの日の無料開放（子供のみ）
- スイカの種飛ばし大会
- うなぎのつかみ取り大会
- 餅つき大会
- オリンピック選手による教室
- 鱒の釣り大会

## 利用者数
1年間で約20万5000人、1日辺り約700人の利用者があった（2006年度）。

## その他
小学校3年生以下の子供は、水着を着用した大人が同伴する必要がある（大人1人につき2人まで）。
オムツが取れていない幼児は入場禁止（水遊びパンツも含む）。
刺青をしている人は自分で見えないようにテープを張るかラッシュガードが必要。
持ち込みできる物は浮き輪（膨らませた状態で直径90cm以内の真ん中に穴が空いたドーナツ型のみ。
毎年5月5日の「こどもの日」には、中学生以下の利用料金が無料になる。

## 所在地
- 愛知県小牧市大字野口2394-3

## 交通手段

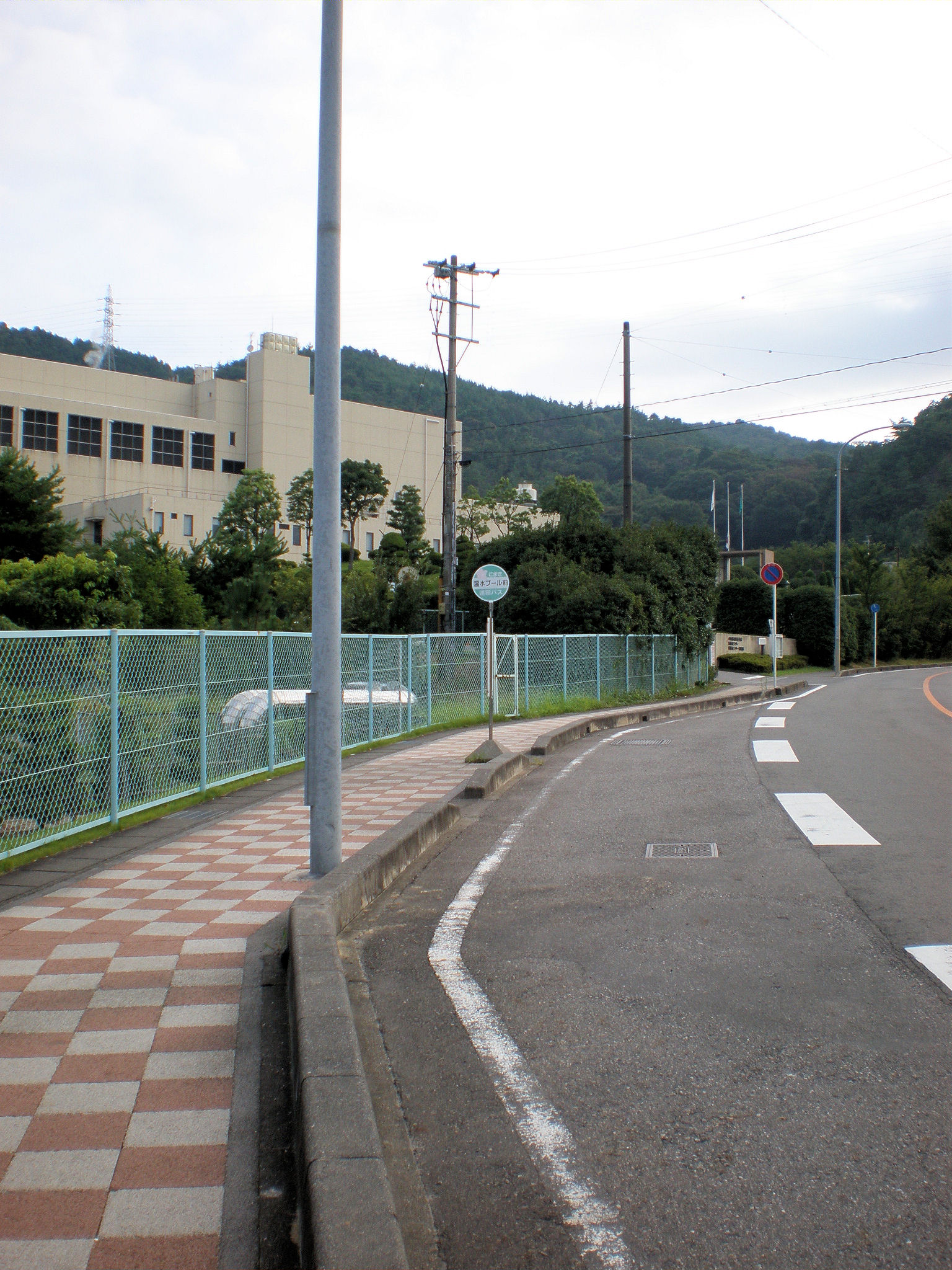
温水プール前停留所

- 名鉄小牧線 味岡駅下車。こまき巡回バス（こまくる）に乗り換えて、「温水プール前」停留所下車、徒歩で約1分。
- 中央自動車道 小牧東インターから車で約7分[8]。

## 周辺
- 小牧岩倉衛生組合環境センター

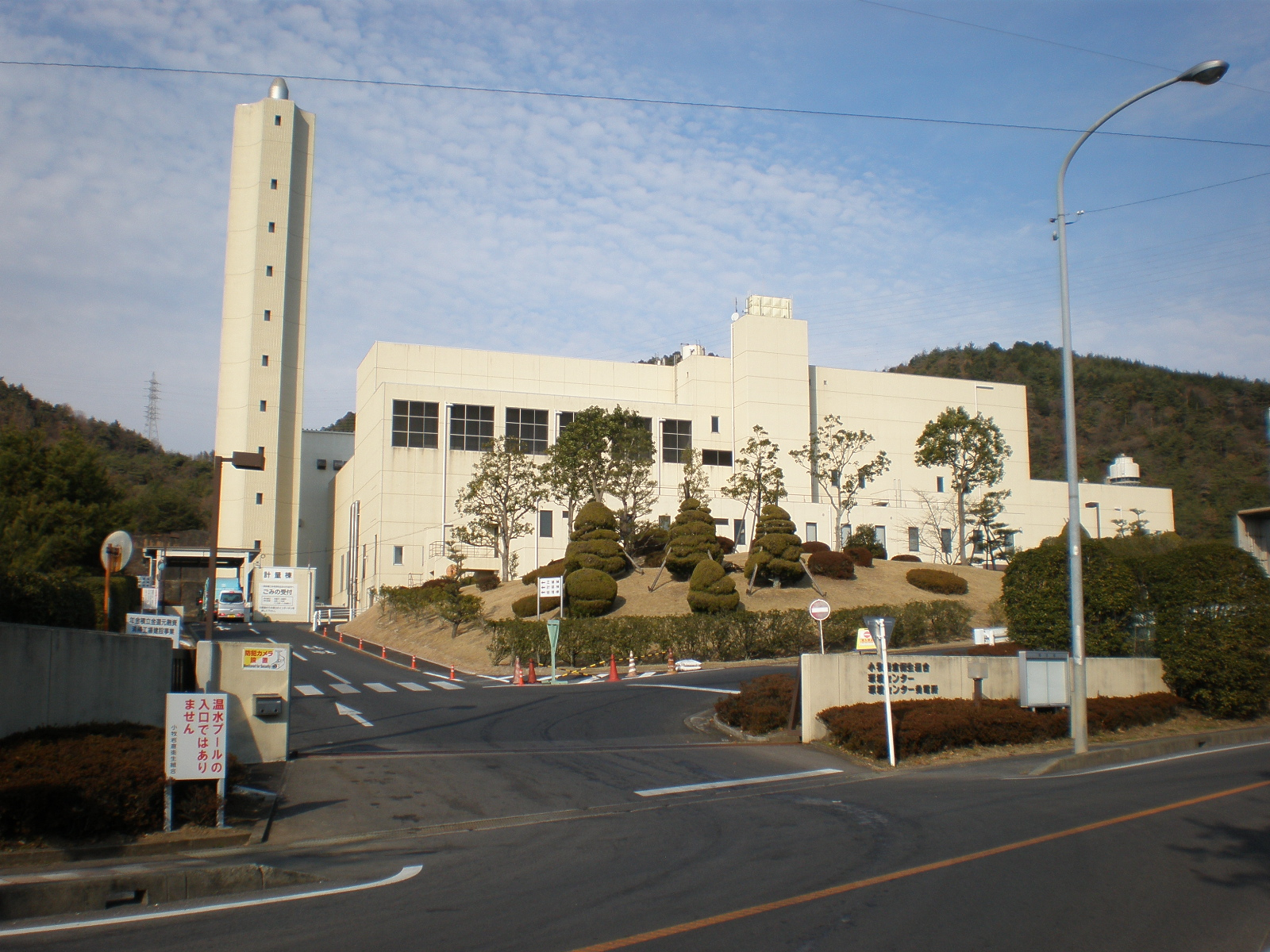
小牧岩倉衛生組合環境センター

  - この施設でゴミを燃やした熱で、プールの水を温めている。
- 白山
  - ふれあいの森
  - 白山社
- 兒（ちご）の森
- オーネスト小牧台
  - 老人福祉施設
- ハートランド小牧の杜
  - 身体障害者福祉施設
- 龍洞院
- 大山廃寺跡
- 児神社
- 江岩寺
- 市民四季の森